# Bernhardin von Raunach
Bernhardin von Raunach (* um 1450; † um 1526) entstammte einem der ältesten Adelsgeschlechter Krains. Er war Ritter, Beamter, militärischer Befehlshaber und Inhaber hoher Ämter.

## Wappen
Schild geviert, 1 und 4 von Silber und Schwarz gespalten, darin jeweils ein nach innen gekrümmtes, mit der Spitze nach oben stehendes Jägerhorn (Gamskrückel) in verwechselten Farben; 2 und 3 in Silber ein roter Ring; auf dem Schild zwei gekrönte Spangenhelme: Der rechte Helm hat rotweiße Decken mit Ring wie 2 u. 3, der linke schwarzweiße Decken mit Jagdhörner wie 1 u. 4.

## Familie
Bernhardins Eltern waren Jakob von Raunach, der noch 1470 gelebt hat, und N. von Barnis, Schwester des Nikolaus von Barnis, der bei Senosetsch begütert war. Raunachs Frau, Genovefa von Freyberg entstammte einer schwäbischen Adelsfamilie, die heute noch in Württemberg als Freiherren von Freyberg – Eisenberg blüht. Aus dieser Ehe sind mehrere Kinder hervorgegangen. Friedrich, der älteste Sohn, trat 1526 die Nachfolge seines Vaters als Inhaber von Bremb an. Bartholomäus war Uskokenhauptmann in Sicherberg, die Tochter Margarethe heiratete Joachim von Thalheimb, den kaiserlichen Stallmeister, und Jakob übernahm Schillertabor und war, wie sein Vater, Viertelshauptmann am Karst.
Als Bernhardins Schwager wird Andree Gall de Mötnick und als seine angeheirateten „Vettern“ werden Georg und Johann von der Dörr genannt.

## Militärische Aktionen
In den Jahren 1507 bis 1512 war Raunach Viertelshauptmann in Ysterreich (Istrien) und Karst (Innerkrain) mit Sitz in Adelsberg. Damals führte Österreich wieder einmal Krieg gegen Venedig. In einer der letzten Aktionen des Jahres 1508, in dem das Kriegsglück den Österreichern nicht sonderlich gewogen war, schlug Raunach gemeinsam mit dem Grafen von Frangepan eine venezianische Abteilung von 200 Mann. Ein Teil davon wurde gefangen genommen, die Festung Bremb zurückerobert und somit den Anfangserfolgen Venedigs zunächst ein Ende gesetzt. Im Jahr darauf gelang die Rückeroberung der Städte Duino, Pisino, Triest, Fiume und Neuhaus. Der streitbare Bischof von Laibach, Christophorus Rauber, zwang die venezianische Festung Rasspurg zur Kapitulation, die er anschließend Bernhardin von Raunach zur Verwaltung übergab.

## Am kaiserlichen Hof
Im Jahre 1512 wurde Raunach in den kaiserlichen Hofrat berufen. Als Hofratsmitglied in nächster Umgebung des Kaisers finden wir ihn mit weiteren Krainern, dem Dompropst und späteren Bischof von Wien, Georg von Slatkonia, Dr. Paul von Oberstein, der in Padua und Bologna Theologie studiert hat, zunächst als Kabinettssekretär des Kaisers und seit 1519 als Hofrat, dem Freiherrn Leonhard von Rauber als Oberhofmarschall, sowie Hans Rauber, dem Ritter Wilhelm Scharff, Jakob von der Dörr, Hauptmann zu Mitterburg.
Raunach wurde auch ans Sterbebett Kaiser Maximilians I. gerufen, der am 12. Januar 1519 in Wels starb. In seinem Bericht d. d. Bremb vom 4. Mai 1519 an den Landeshauptmann und die Verordneten in Krain schildert Raunach, dass das Testament des Kaisers von Hanns Brenner verlesen wurde. Raunach konnte jedoch nicht erkennen, ob es das Originaltestament des Kaisers oder eine Kopie war, da aus der Entfernung weder ein Siegel, Sekret oder Signet zu sehen waren. Die Bitte, ihm eine Abschrift des Testamentes zu übergeben, wurde abgeschlagen.

## Verwendung Raunachs in unterschiedlichen Missionen und Kommissionen
1510 nahm Raunach Teil auf dem Reichstag zu Augsburg. Im Jahre 1511 gehörte er zur Kommission, die nach dem Tod des letzten Grafen von Görz Leonhard, im Namen Maximilian I., als Erzherzog von Österreich, mit dem dortigen Adel entsprechende Verhandlungen zu führen hatte.
In den Jahren 1515, 1517, 1518 gehörte Raunach weiteren Kommissionen und Ausschüssen an, die das Land Krain in unterschiedlichen Angelegenheiten vertraten. Er scheint ein Mann des Kaisers gewesen zu sein. Als die Krainer Landstände im Schreiben vom 25. Juli 1518 dem Kaiser Bernhardin von Raunach als Bevollmächtigtem für den Abkauf von Silber und Kupfer bestimmten, lautete Maximilians Antwort: „Als ihr uns anzaigt, das ir Bernhardin Rawnacher zu unser silber und kupferlosung furgenomen habt, den lassen wir uns darzu gefallen.“
Von 1519 bis 1523 bekleidete Raunach das Amt des Landverwesers von Krain. In einem Kodex erscheint im Jahre 1519 neben Raunach auch Erasmus von Dornberg als Verweser. Doch sind Dornberg und Raunach gemeinsam in einer Gerichtskommission belegt, wobei Raunach den Rangvorzug vor dem Verweser hatte. Im gleichen Kodex erscheint Raunach auch als Gerichtskommissionsführer, ferner als Schiedsrichter und als Kontrollorgan des Landeshauptmanns und der Verordneten in einer Strafsache.

## Raunach als Turnierkämpfer
Raunach war auch ein begeisterter Turnierkämpfer. Er war einer jener wenigen Ritter, der im Turnier Caspar von Lamberg, dem der Ruf der Unbesiegbarkeit vorausging, aus dem Sattel warf.

## Besitz
Am 10. Mai 1512 belehnte Kaiser Maximilian Raunach mit dem Bergfried von Schillertabor (Šilentabor), und 1521 erscheint Raunach als Pfandinhaber von Bremb (Prem).

## Erwähnung Raunachs in den Landtagsakten der Krainer Landstände
- 1507, 18. April zu Straßburg. Instruktion Kaiser Maximilian I. an den Landeshauptmann von Krain und die Räte. Der Kaiser erlässt Richtlinien zur Abwehr der Türkengefahr und bestätigt die vorgeschlagenen Viertelshauptleute: Caspar von Lamberg für Oberkrain, Ulrich von Werneck für Unterkrain und Bernhardin von Raunach für Ysterreich und Karst (Innerkrain).
- 1512, 4. Januar zu Linz. Instruktion des Kaisers an die kaiserlichen Räte und Kommissare. Maximilian richtet das Schreiben an Georg von Egkh, Landvizedom in Krain, an Bernhardin von Raunach, der damals nicht mehr Viertelshauptmann von Innerkrain war, sondern nunmehr zu den kaiserlichen Räten gehörte, Georg von Moyse, kaiserlicher Rat und Paul Rasp, den Landesverweser von Krain. Es geht hier um allgemeine Verhaltensanweisungen zur Türkenabwehr und zur Abwehr von Einfällen Venedigs.
- 1515, 11. Januar zu Laibach. Das Schreiben enthält die Mitteilung der Krainer Landstände an den Kardinal Matthias Lang über die Wahl von zwei Landesausschüssen für die Tagung der Landstände in Innsbruck. Zu dem vom Kaiser geforderten zweiten Ausschuss zählte neben Wilhelm von Lamberg zu Savenstein und Hanns Scharf zu Aw (Au) auch Bernhardin von Raunach.
- 1517, nach dem 16. Oktober zu Laibach. Instruktion der Krainer Landstände, was der Landesausschuss bei der Tagung in Donauwörth dem Kaiser mitzuteilen habe. Der Anfang des Schreibens lautet:
  - „Hienach sein verzeichnet und aufgemerkt ainer ersamen landschaft in Crain, der Windischenmarch, Ysterreich und Karst beschwör, mangl und oblign, so die erwürdigen, wolgebornen, edlen, gestrengen, ersamen und weysen Arnold, abt zu Landstrass, her Hanns von Aursperg, hern zu Schonberg, landshauptman in Crain, herr Wernhardin von Rawnach, ritter, Ulrich Wernegkher, haubtman zu Landstrass, Sigmund Mordachss, phleger zu Sibenegk, Peter Gayser, burger zu Laybach und Jörg Eysenpart, burger zu Stain neben und mit den andern niderösterreychischen landen ausschussen zu Schwäbischen Werd oder wohin sy ir kay. mt. daselbst umb in der nachent beschayden wird, fur die ro. kay. mt. unsern allergenadigisten hern und landsfursten sament und sonderlich tragen in kraft ires gewalts den sy haben, umb genadig wendung und abstellung solicitieren und schliessen sollen.“
- 1518, 25. Juli zu Laibach. Antwort der Krainer Landstände auf die Proposition des Kaisers, unterbreitet bei der Tagung der Landstände. In diesem Schreiben wird auch Bernhardin von Raunach von den Landständen zur Ablösung von Silber und Kupfer bestimmt und mit entsprechenden Vollmachten ausgestattet.
- 1518, 20. September zu Augsburg. Antwort des Kaisers Maximilian I. auf die Resolution der Krainer Landstände auf dem Landtag zu Laibach am 25. Juli 1518. Im Schreiben heißt es u. a.: „Als ihr uns anzaigt, das ir Bernhardin Rawnacher zu unser silber und kupferlosung furgenomen habt, den lassen wir uns darzu gefallen.“
- 1518, 12. Oktober zu Lees (Lesce)?. Brief des Landeshauptmannes von Krain, Hanns von Auersperg zu Schönberg an den Schreiber der Landschaft Krain, Wolfgang Schwär. Mit Bezug auf das Schreiben des Kaisers vom 20. September 1518 befiehlt er Bernhardin von Raunach, pünktlich am St. Simon- und Judithstag in Innsbruck zu sein und weist den Schreiber an: „Dem Rawnacher schick ein copey des kayserlichen priefs mitsambt meinem schreyben eyllend zue.“
- 1518, vor dem 22. November, ohne Ortsangabe. Schreiben des Landeshauptmanns von Krain, Hanns von Auersperg zu Schönberg an Bernhardin von Raunach.
- 1518, 22. November zu Laibach. Die Krainer Landstände bevollmächtigen Bernhardin von Raunach, bei Hofe zu Innsbruck Verhandlungen hinsichtlich des Ankaufs von Silber und Kupfer zu führen.
- 1519, 18. Januar zu Wels. Schreiben der Vollstrecker des kaiserlichen Testaments an den Landeshauptmann und an die Verordneten von Krain, mit der Aufforderung, die Unkosten, die Bernhardin von Raunach anlässlich seines Aufenthalts in Wels entstanden sind, zu begleichen.

## Genealogie Raunach (Ausschnitt)
Jakob (III.), lebte noch 1470, Landverweser in Krain, ⚭ 1464 NN de Barnis, Schwester des Nikolaus de Barnis.
Kinder des Jakob (soweit bekannt):
1. Helena, 1 ⚭ um 1482 Georg v. Dörr; 2 ⚭ Kosmas (Erhard ?) v. Hohenwarth, S. d. Friedrich (1426) v. H. u .d. NN.
Tochter 1. Ehe:
Magdalena v. Dörr, ⚭ Felizian de Pötschach,
2.Margaretha, (* / †), ⚭ Johann v. Dörr; 1519 Hauptmann in Mitterburg ,
Sohn:
Jakob v. Dörr, ⚭ N. v. Thalheimb,
3. Dorothea, (* / †), ⚭ Andreas Gall de Möttnick (liberi aliquot in infantia defuncti – Kinder starben im Kindesalter).
4. Bernhardin, ca. 1450–1526, (er folgt)
Bernhardin, lebte ca. 1450–1526, ⚭ Genovefa v. Freyberg aus Schwaben, T. d. Paul v. F. zu Mickhausen (Dorf u. Schloss a. d. Schmutter unweit von Schwabmünchen, Burgausches Lehen), 1473–1476 Pfleger zu Rauhenlechsberg,+ (erschossen von Utz und Conrad Herrschle, Forstknechte des Hzg Wolfgang v. Bayern) um 1487; (Heirat vor 1487), u. d. Martha v. Dichsenhausen.
Kinder (des Bernhardin, soweit bekannt):
1. Friedrich v. R., (*; † ), ledig; um 1526 Inhaber der Herrschaft Prem;
2. Dominica, (*; † ), ⚭ N. Denefle,
3. Martin, (*; † ), ledig, Pfleger der Herrschaft Bremb ,
4. Bartholomäus, (*; † ), 1540–1572, Hauptmann in Sicherberg / Žumberak (Uskokenhauptmann) ,
5. Margaretha, (nominat in literis suos fratres Jacobus et Bartholomäus ), ⚭ Joachim (Jakobus) v. Thalheimb, cäsarei stabuli präfectus anno 1538,
6. Jakob, († vor 1561 in Görz ), Hauptmann von Fiume, Viertelshauptmann am Karst, Besitzer von Schillentabor; am 30. Juli 1532 schlug er zusammen mit dem Hauptmann Pichler die Türken; 1543 Verordneter der Stände in Krain ; ⚭ Anna Maria v. Lamberg, * 1514, † 1557, (2. Ehe: Wolf Engelbert v. Auersperg zu Schönberg; † 1557), T. d. Josef I. Frhrn. v. L. auf Ortenegg und Ottenstein, 1523 der 37. Landesverweser in Krain, 1526 Kriegsrat, 1529 der 2. Landesverwalter in Krain, 1531 Gesandter in Konstantinopel, 1535 Obersthofmeister der Kaiserin Anna, 1546 der 45. Landeshauptmann von Krain, zuletzt GehRat u. Obersthofmeister der kaiserlichen Kinder in Innsbruck; u. d. Elisabeth v. Ellach;
Kinder des Jakob (soweit bekannt):
1. Philipp Jakob, 1572, 1569 Hauptmann von Fiume, Besitzer von Schillertabor; ⚭ 1572 (Heiratsbrief Gutenegkh / Gotnik vom 10. April 1572) Katharina Barbo v. Waxenstein, T. d. Georg B v. W. u. Guttenegg, Pfandinhaber von Khestau / Kastav (Kroatien), u. d. Elisabeth v. Edling,
2. Erasmus, 1565 Ursula v. Siegersdorf, (2. Ehe: Siegfried v. Dietrichstein), T. d. Georg v. S. u .d. Anna v. Semenitsch,
Sohn (des Erasmus):
Georg, er verkaufte 1617 das Gut Raunach an Karl de Leo.
3. Bernardus, ⚭ 1551 Magdalena v. Paradeiser, T.d. Friedrich v. P. u.d. Barbara Gall v. Gallenstein,
4. Josef, Eques ord. Beate Mariae virginis Teuton; Graz 25. Oktober 1586 Erzhzg Karl bewilligt dem Oberstsilberkämmerer (Joseph Raunach) „zur ergezlichkeit“ 1000 Taler, die er zu seinem u. seiner Brüder Pfandschilling auf Prem schlagen sollen.
5. Melchior,+ ledig ,
6. Balthasar, † 31. Dezember 1605, Dompropst in Salzburg
7. Kaspar, † ledig ,
8. Georg, ⚭ Anna v. Lamberg, (2. Ehe: Wolfgang Engelbert v. Auersperg auf Seisenberg (slowenisch: Žužemberk), † 1557; – er 1 Ehe Felizitas v. Keutschach, 2. Ehe Anna Maria v. Lamberg, Witwe des Jakob v. Raunach) 3. Ehe 1558 Jakob v. Lamberg, Frhr. zu Stein T. d. Andreas v. L. auf Rotenbühel (slowenisch: Črnelo) und Habach (slowenisch: Jablje), 1529 (38.) Landesverweser, 1554 Landesverwalter in Krain, † um 1559, u. d. Katharina  v. Dietrichstein;
9. Johann ,
10. Genovefa, ⚭ Melchior von Oberburg, S. d. Heinrich v. O. (⚭ 1520) u. d. Anna v. Ritschan,
11. Martha, (Martha de Raunach filia Jacobi anno 1561 mater Anna de Lamberg, fuit uxor Georgis Haller in Alben; fratres habuit Bernardinum, Erasmum et Joannum maiorennes, et Josephus, Philippus, Andreas minorennes), ⚭ Georg Haller v. Hallerstein de Gembs Herr zur Alben, 1569 Verordneter, Amtspräsident in Krain, S. d. Clemens H. v. H. de Gembs (Obristleutnat in den Niederlanden), * 1514, u. d. Sofie Orsini v. Rosenberg (T.d. Andreas O.v.R. u.d. Anna v. Reisperg).
12. Andreas, Ritter, 1597 Pfandinhaber der Herrschaft Prem; Verordneter in Krain 1604, 1606, Ritter, 1 ⚭ Laibach 9. Februar (4) 1578 Katharina v. Rain zu Stermol (Trauung wurde vom protestantischen Pfarrer Georg (Jurij) Dalmatin vollzogen, T. d. Georg v. R. zu S. u. d. Margarethe v. Paradeiser, 2 ⚭ Laibach 31. Januar 1581 Jakobina Freiin v. Paradeiser, T. d. Leonhard v. P. zu Neuhaus, u. d. NN.
Kinder des Andreas (soweit bekannt, Ehe (?))
1. Anna Maria, *, † 1617, ⚭ Johann Sforza comes Portia Brugnara; mit dieser Heirat kam Bremb an die Grafen bzw. Fürsten Portia,
Tochter der Anna:
Margaretha Gfin v. Portia, *, †, ⚭ Johann Oktavian v. Kinsky,
2.Georg, (* ; 1639 – siehe Foto Grabplatte in der Kirche auf Schillentabor ), ⚭ Catharina v. Thurn, (*; † ), T. d. Hermagoras v. Th. u. d. Anna v. Orzon,